# Doddington Hall (Cheshire)

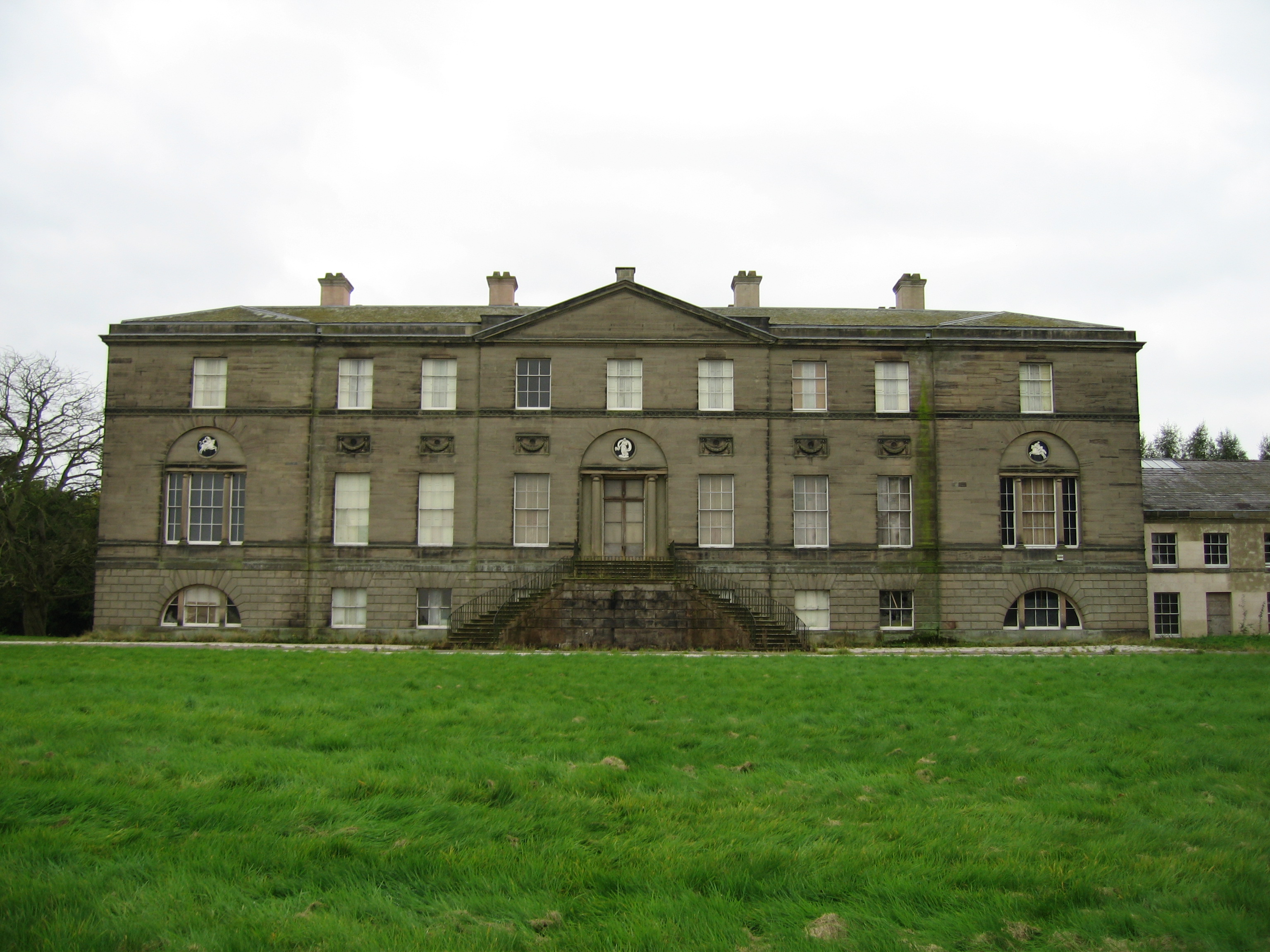
Doddington Hall

Doddington Hall ist ein Landhaus in Doddington Park in der Gemeinde Doddington in der englischen Grafschaft Cheshire. English Heritage hat es als historisches Gebäude I. Grades gelistet. Das Haus ließ Rev. Sir Thomas Broughton von 1777 bis 1798 nach Plänen von Samuel Wyatt bauen. Es ersetzte ein älteres Haus, zu dem auch Delves Hall, ein wenig nördlich gelegen, gehörte. Das Haus wurde aus Keupersandstein-Werkstein gebaut und hat ein Schieferdach sowie Bleiabdichtungen in drei Stockwerken. Der Baustil ist klassizistisch. Die Hauptfassade ist neunteilig.